# Angelo Carlucci
Angelo Carlucci (* 18. Januar 1989) ist ein deutscher Fernsehdarsteller und Model.

## Werdegang
Carlucci, der im Ruhrgebiet aufwuchs, kam als Laiendarsteller zum Fernsehen. 2015 übernahm er die Rolle des ehemaligen Biologie- und Sportlehrers Daniel Hegel in der RTL-2-Reality-Seifenoper Berlin – Tag & Nacht. Er gehörte zum Hauptcast der Serie. Carlucci galt als beliebter „Hottie“ und „Frauenschwarm“ der Serie. Bei Berlin – Tag und Nacht war er in seiner Rolle als Daniel längere Zeit mit Josephine Welsch (BTN-Miri) zusammen. In der Boulevardpresse und sozialen Netzwerken wurde mehrfach auch eine tatsächliche Beziehung der beiden Darsteller angenommen. 2016 gab er seinen Ausstieg bekannt. Ende 2016 wurde seine Rolle mit einem tragischen Unfall aus der Serie geschrieben. Sein Ausstieg erfolgte Anfang Januar 2017 mit einer für Carlucci und die Fans der Serie sehr emotionalen Beerdigungsszene.
Nach seinem Ausstieg arbeitete er verstärkt als Model u. a. für die Agentur „Berlin Models“ und war das Gesicht des Mode-Onlineshops About You.
2018 hatte er ein Comeback als Fernsehdarsteller in der RTL-2-Serie Workout - Muskeln, Schweiß und Liebe. Dort agiert er als Chef eines Luxus-Resorts auf Fuerteventura, der als Jury-Mitglied und Entscheider vor Ort die Auswahl trifft, welcher der Kandidaten als Personaltrainer im besten Sporthotel Fuerteventuras arbeiten darf.
Carlucci lebt in Berlin.

## Filmografie
- 2014–2015: Berlin Models
- 2015–2016: Berlin – Tag & Nacht
- 2018: Workout - Muskeln, Schweiß und Liebe